# Udacznoje (obwód astrachański)
Udacznoje (ros. Удачное) – wieś w Rosji, w obwodzie astrachańskim, w rejonie achtubińskim. W 2010 liczyła 681 mieszkańców.